# タイワンコマツナギ
タイワンコマツナギ（台湾駒繋、学名:Indigofera tinctoria、英語：true indigo）は、マメ科の被子植物である。布などを藍色に染めるインディゴ染料が得られる植物の一つで、木から採取できる藍（木藍 きあい）として、インディゴが化学合成されるまでは主要な染料であった。
現在でも、天然染料としてインドネシアやマレーシアでは「ニラ」という名称で販売されているほか、ロシアやイランなどでは「バスマ」と呼ばれ、他のマメ科植物と同様に土壌改良効果が期待できる緑化植物として活用されている。

## 植生
温帯・熱帯アジアやアフリカの一部などで広く何世紀も栽培されていたため、本来の原産地は不明である。
1-2メートルの高さに育つ低木である。育つ気候に応じて、一年生植物、二年生植物、または多年生植物となる。薄緑色の羽根状の葉と、紫やピンクの総状花序を持つ

## インディゴ
インディゴは、葉に含まれるインディカンを水に浸し抽出し発酵させ、インドキシルに分解後、酸素を送り込んで酸化させる沈殿法という方法を使用し製造されていた。または、葉を発酵させた後、水酸化ナトリウムのような強アルカリ性の液を混ぜる方法も用いられた。

## 歴史
13世紀の探検家マルコ・ポーロによって、初めてインドでのインディゴの調合の仕方が報告された。その後、中世ヨーロッパで頻繁に絵画などに使用されるようになった。

## 出典

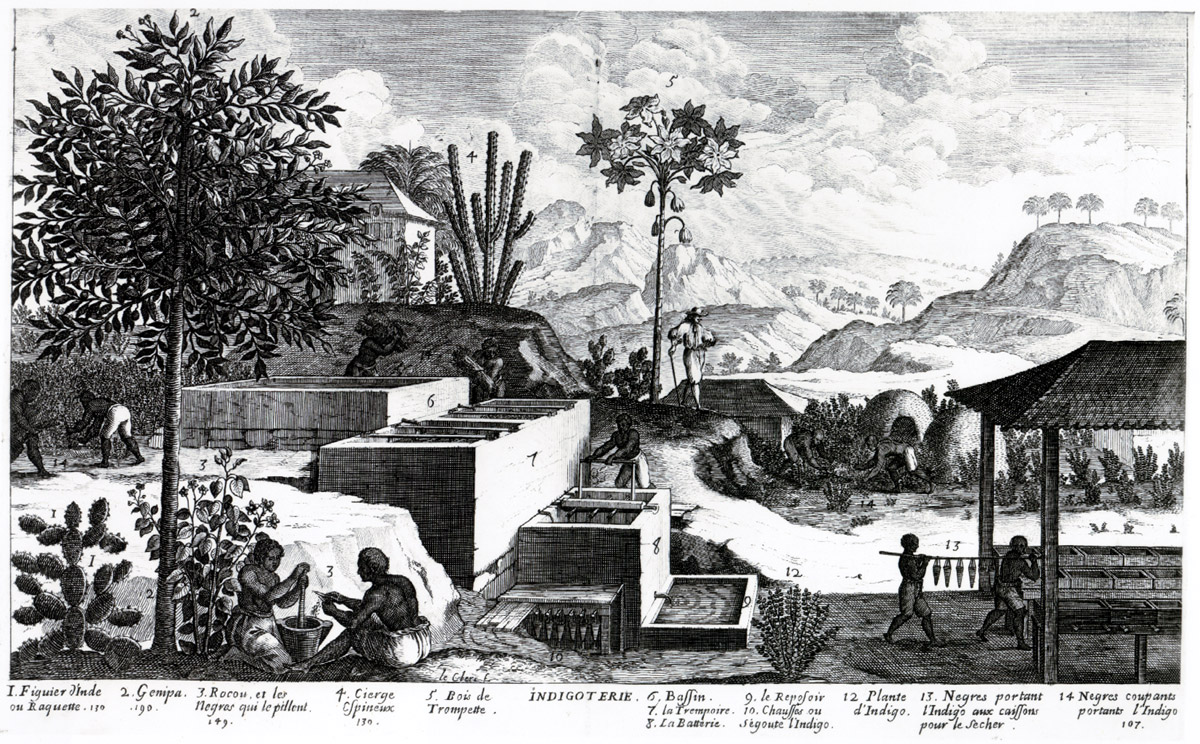
タイワンコマツナギ栽培とインディゴ染料製造を描いた銅版画。Jean-Baptiste du Tertre原画、『Histoire générale des Antilles（アンティル諸島史概説）』第4巻（パリ、1667年刊）所収。